# Oberea rufotrigonalis
Oberea rufotrigonalis là một loài bọ cánh cứng trong họ Cerambycidae.